# Кроун
У фольклорі кроун (crone), старуха — це стара жінка, яку можна охарактеризувати як неприємну, злісну або зловісну, часто з магічними або надприродними асоціаціями, які можуть зробити її корисною або застарілою. Кроун також є архетиповою фігурою або Мудрою жінкою. Як тип персонажа, старуха має спільні характеристики з дідкою.

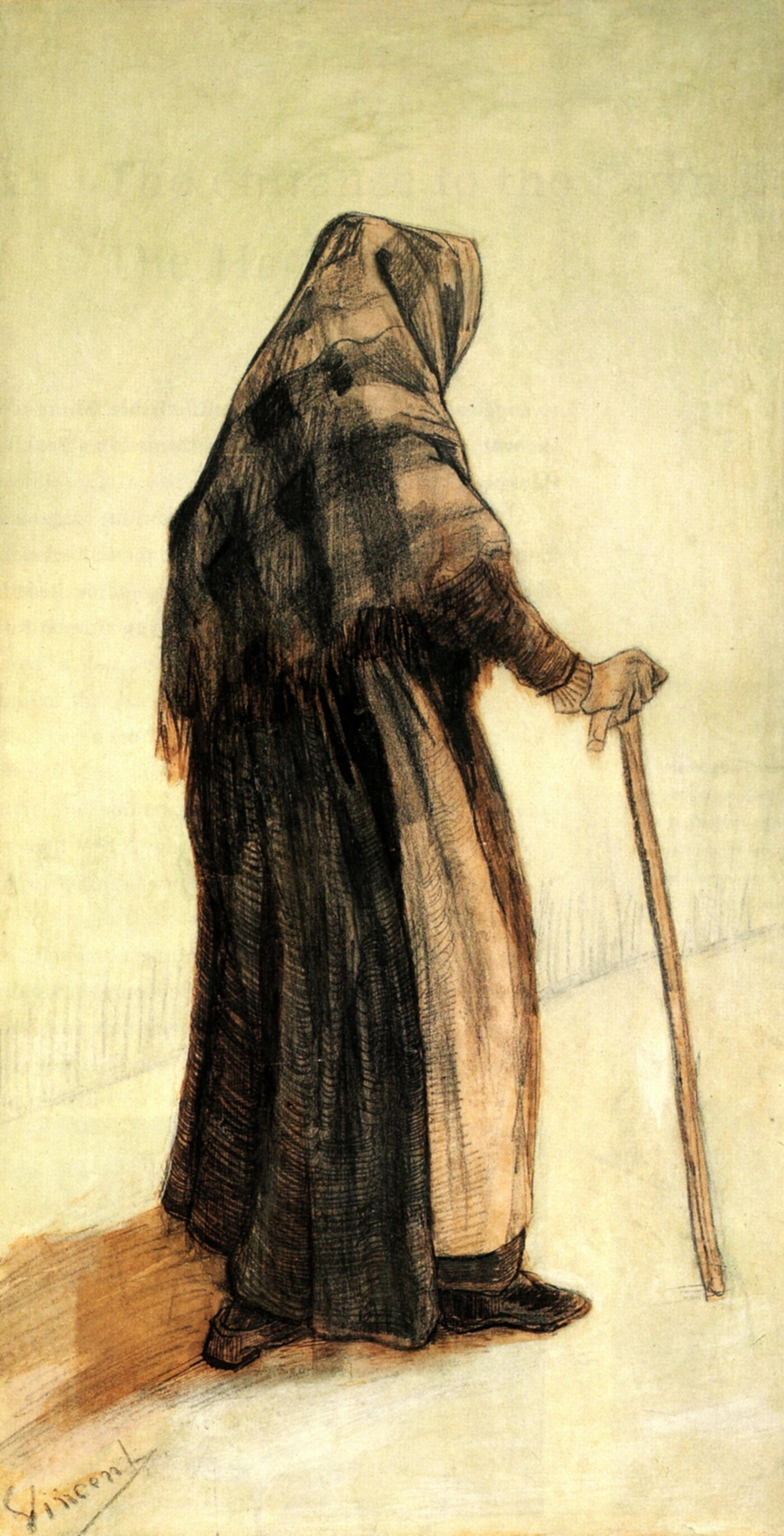
Архетиповий вигляд крони. Стара жінка, побачена ззаду, Вінсент Ван Гог.

Слово набуло подальшої спеціалізації як третій аспект потрійної богині, популяризований Робертом Ґрейвсом і згодом у деяких формах неоязичництва. У Вікці корона символізує Темну Богиню, темний бік Місяця, кінець циклу; разом із Матір'ю (Богинею Світла) і Дівою (Богинею Дня) вона представляє частину життєвого кола. Архетип Красивого Чорнокнижника, добрий чи поганий, за бажанням може змінити старуху або дідуху на нормальний вигляд.

## У деяких феміністичних колах
У феміністичних духовних колах кроунінг — це ритуальний обряд проходження в епоху мудрості, свободи та особистої сили.
За словами вченого Кларисси Пінкола Естес, кроун — це «той, хто бачить далеко, хто дивиться в простір між світами і може буквально побачити те, що приходить, що було, і що є зараз, і що лежить в основі та стоїть за багатьма речами. […] Кроун являє здатність бачити не просто очима, а бачити очима серця, очима душі, очима творчої сили і оживляюча сила психіки».

## У фольклорі
Кроун разом із багатьма іншими жіночими монстрами присутня в багатьох культурах, щоб попередити про природу жінки. Кроун підкреслює важливість краси та молодості для жінок і те, як літні та похилого віку жінки часто ставали озлобленими та злими у старості. У засобах масової інформації старуха часто діє на ґрунті ревнощів, заманюючи молодих симпатичних жінок у погані ситуації, як, наприклад, у казці про Білосніжку.

## Етимологія
Як іменник, crone увійшло в англійську мову приблизно в 1390 році, походячи від англо-французького слова carogne (образа), яке саме походить від старофранцузького charogne, caroigne, що означає неприємну жінку (буквально означає «падаль»). До появи цього слова в англійській мові згадується прізвище Hopcrone (приблизно 1323—1324).
У більш сучасному вживанні слово «crone» також визначається як «жінка, яку шанують за досвід, розсудливість і мудрість».
Кларисса Пінкола Естес припускає, що слово «crone» може походити від слова «корона» (або la corona). Хоча корона відома як кільце, яке обертається навколо голови та встановлює авторитет лідера, «до цього розуміння корона, la corona, вважалася ореолом світла навколо тіла людини. La corona сяяла яскравіше, коли людина була чистою, сповненою любові та справедливості». Таким чином, Естес припускає, що Crone є тим, хто відображає цей підвищений ступінь ясності та проникливості.

## Приклади
У скандинавському міфі Тор бореться з бабусею Еллі, яка уособлює старість.
У місцевому фольклорі Сомерсету в Південно-Західній Англії Жінка Туману інколи з'являється у вигляді старухи, що збирає палиці; про її спостереження повідомлялося ще в 1950-х роках. У казці Шотландського нагір'я «Бідний брат і багатий» старуха відмовляється залишатися похованою, доки її зять щедро не поминає, після чого він стає таким же багатим, як і його більш щасливий брат.
У традиційному кубинському фольклорі старі жінки часто виступають як персонажі, які допомагають, як, наприклад, у казці про хворого, який не може одужати, поки не зустріне стару жінку, яка порадить йому одягнути туніку справді щасливого чоловіка. За словами письменниці Альми Флор Ади, «вони, як правило, ті, хто зберігає сім'ю разом, хто передає традиції, хто знає засоби, які можуть вилікувати різні хвороби».